# Собор Святой Варвары
Собо́р Свято́й Варва́ры (чеш. Chrám svaté Barbory — Храм Святой Барборы) — самый известный архитектурный памятник города Кутна-Гора, второй по величине и значимости готический храм в Чехии, построенный в стиле поздней (владиславской) готики. Относится к самым необычным готическим строениям такого типа в Центральной Европе.
С архитектурной точки зрения это готический собор базиликального типа. Причина его строительства является совершенно уникальной. Он был построен не по заказу некоторых религиозных организаций, или для литургических нужд прихода, а с самого начала построен, как большое репрезентативное здание по инициативе богатых бюргеров из города Кутна Гора. Согласно каноническому закону был первоначально только капеллой. Однако архитектурно смело может конкурировать с собором в Праге. Он выражает современную напряженность между Прагой и Кутной Горой, а также между Кутной Горой и Седлецким монастырем, у которого было большое влияние, хотя Кутна Гора была королевским городом. Таким образом, церковь была построена за пределами городских стен на земле главы Праги.
С 1995 года собор в списке Всемирного наследия ЮНЕСКО.

## Исторические данные
Строительство собора Св. Варвары начали в 1388 году. Главный храм города серебряных рудников строился на средства жителей Кутна-Горы. Денег на него не жалели, но Гуситские войны (1419—1434) надолго приостановили процесс строительства, который возобновился лишь спустя 60 лет. Длина здания составляет 70 м, ширина — 40, в высоту храм возвышается на 33 метра и имеет в общей сложности пять нефов. Несмотря на внушительные размеры, базилика кажется легкой и невесомой. Предполагается, что по первоначальному проекту костел должен был быть длиннее на 30 м. Этим обстоятельством и объясняется свободное пространство со стороны западного фасада храма. Если бы эти планы осуществились, то строение ничем бы ни уступало знаменитому собору Святого Вита.
Строительство велось в несколько этапов и в значительной степени было связано с процветанием серебряных рудников. Работа остановилась в 1558 году и церковь была закрыта на западе лишь временной стеной.
Следующие вмешательства имели только поддерживающий характер. В 1626 году собор был передан иезуитам, которые построили рядом с ним колледж. После пожара были проведены барочные изменения. Прежде всего была построена крыша в стиле барокко.
Между годами 1884 и 1905 по инициативе местного археологического общества Vocel прошла реконструкция в стиле пуризм, в котором здание было не только восстановлено, но и расширенно по одной травеи на запад, где был построен новый неоготический фасад. Барочная крыша была заменена на готический шатёр, который примерно соответствует первоначальному готическому решению.

## Архитекторы и ход строительства
Первым проектировщиком и строителем собора Святой Варвары стал Ян Парлерж, сын строителя собора Святого Вита Петра Парлержа. Ян Парлерж построил самую старую часть здания по образцу соборов французской готики. Первоначально построенный трехнеф вскоре был расширен широкими внешними нефами, но с началом гуситских войн строительство в первый раз было приостановлено на шестьдесят лет. До тех пор он достиг почти половины своей сегодняшней высоты, однако центральный трехнеф не был сводчатый. До начала строительства в 1547 году здесь не было сводов и собор не был защищён от дождя. Он был построен из песчаника, собранного из близлежащих шахт. Возведение базилики началось в 1388 г.
С 1489 года по 1506 год, до своей смерти над завершением церкви работал Матей Рейсек. Он построил хор, трифорий, базиликальные окна, сетевые крещатые своды (завершено 1499) и соответствующую часть внешнего контрфорса. Строительные вмешательства Матея Рейсека характеризуются применением богатого позднеготического декорa. По его проекту продолжалось строить до 1509 года.
Для того чтобы использовать церковь, было необходимо, прежде всего закончить скошенный неф базилики. Однако приход уважаемого архитектора Бенедикта Рейта в 1512 году означал радикальные изменения. Рейт кроме верхней части нефа построил еще два также высоких боковых нефа, которые выше аркад, открываются в нефе как эмпоры, которые о 1,15 м ниже уровня трифория, благодаря чему вместе с ними и всей верхней части церкви все выглядит как одно целое.
По своей сути над оригинальной церковью была построена новая церковь, в стиле поздней готики с крещатыми сводами и просветленная множеством больших окон. Иллюзию «церкви над церковью» еще подчеркнуло довольно необычное расположение алтаря во втором ярусе.
По проекту Рейта строили и после его смерти, но с постепенным снижением добычи серебра, была нехватка финансовых средств, поэтому в 1558 году прекратили окончательно работу, хотя дело не дошло до строительства последней части нефа. Последние изменения были завершены в 1905 году.

## Интерьер
В алтаре находится поздний готический пастофорий из мастерской Маттиаса Рейсека, который принадлежит примерно к 1510 году. Высокие скамьи хорa украшены резьбой мастера резчика Якуба Нимбурка.
Восхищение вызывают невероятно высокие своды, на которых располагаются гербы мастеров и огромные расписные окна. Замечательными и уникальными в чешском средневековом искусстве являются поздние готические фрески, в которых отражены не только христианские темы, но и события из жизни простых шахтеров. В Гашплирской капелле даже имеется изображение молящегося горняка. В другой капелле на стенах представлена сцена чеканки монет. Уникальные фрески имеются в Смишковской капелле (1485—1492), изображающие типологически сцены «Царица Савская приходит к царю Соломону, суд Траяна и Распятие.» В нижней части капеллы эти сцены дополняет еще более примечательная живопись «литтерати» — подготовка Святых даров для литургии. Художник, который создал эти картины был не только очень способным, а также был хорошо информирован о современной итальянской живописи.
Самыми красивыми частями экстерьера являются скульптуры, которые находятся в самой высокой части здания, особенно на контрфорсах. В дополнение к упомянутым выше башенкам с цветками, можно найти разнообразные изображения фауны и флоры, сатирических фигур, демонов и мифических существ.
|        |  |       |  |       |  |
| Алтарь |  | Фасад |  | Своды |  |